# Astrid Strauß
Astrid Strauß (* 24. Dezember 1968 in Berlin) ist eine ehemalige deutsche Schwimmerin.

## Werdegang
In den achtziger Jahren gehörte sie zu den erfolgreichsten Schwimmerinnen auf der Mittelstrecke. Sie wurde erstmals 1983 Europameisterin, als sie bei den Titelkämpfen den Titel über 400 m und 800 m Freistil wie auch mit der 4 × 200-m-Freistilstaffel der DDR errang. Auch bei den nächsten Europameisterschaften konnte sie weitere Erfolge verzeichnen, im Jahr 1986 wurde sie Weltmeisterin mit der 4 × 200-m-Staffel und über 800 m. Bei Olympischen Spielen hatte sie das Pech, dass die DDR zu ihrer stärksten Zeit die Olympischen Spiele 1984 in Los Angeles boykottierte, so dass sie lediglich bei den Olympischen Sommerspielen 1988 in Seoul eine Silbermedaille über 800 m gewann.
1986 wurde sie mit dem Vaterländischen Verdienstorden in Gold und 1984 sowie 1988 in Silber ausgezeichnet.
Nach der Wende war sie weiter im Schwimmsport aktiv. Sie beendete 1993 ihre Schwimmkarriere.

## Doping

### In der DDR
Von ihrem Trainer Wolfgang Sack erhielt sie im Rahmen des staatlichen Zwangsdopings in der DDR Dopingsubstanzen.

### 1992
Im Mai 1992 wurde sie kurz vor den Ausscheidungswettkämpfen für die Olympischen Sommerspiele 1992 vom Deutschen Schwimm-Verband (DSV) vorläufig gesperrt, als in einer im März desselben Jahres abgegebenen Dopingprobe Strauß’ ein zu hoher Testosteronwert festgestellt wurde. Der im Institut von Manfred Donike ermittelte überhöhte Testosteronwert lag bei 12,7 statt des erlaubten Wertes von 6,0. Strauß bestritt, Doping betrieben zu haben. Sie selbst machte damals den übermäßigen Genuss von Erdbeerbowle für den hohen Gehalt des männlichen Hormons verantwortlich. Sie erwirkte mittels einer einstweiligen Verfügung die Berechtigung, Ende Mai 1992 an den Deutschen Meisterschaften in München teilzunehmen. Strauß wurde daraufhin bei dem Wettkampf in München angefeindet, dennoch erfüllte sie dort die Olympianorm über 800 m Freistil, erfuhr aber kurz nach dem Rennen, dass der DSV die vorläufige mittlerweile in eine sechsmonatige Sperre umgewandelt hatte. Der DSV forderte das Nationales Olympisches Komitee für Deutschland (NOK) auf, Strauß nicht für die Olympischen Sommerspiele 1992 aufzustellen, das NOK kam dem nach. Im weiteren Verlauf des Juni 1992 hob ein Schiedsgericht die Sperre gegen Strauß auf. Strauß schloss mit dem DSV einen Vergleich, der eine sechsmonatige Sperre umfasste, vom Weltverband FINA wurde sie für 18 Monate gesperrt.

## Rekorde
| Deutsche Rekorde (1)      | Deutsche Rekorde (1) | Deutsche Rekorde (1) | Deutsche Rekorde (1) |
| ------------------------- | -------------------- | -------------------- | -------------------- |
| 400 m Freistil (Kurzbahn) | 04:02,05 min         | 8. Februar 1987      | Bonn                 |
| 800 m Freistil (Kurzbahn) | 08:15,34 min         | 6. Februar 1987      | Bonn                 |
| (Stand: 2. August 2008)   |                      |                      |                      |